# Tour de Guangxi 2017
La 1.ª edición del Tour de Guangxi (oficialmente: "2017 Gree UCI WorldTour Tour of Guangxi" y en mandarín "2017格力-环广西公路自行车世界巡回赛") fue una carrera de ciclismo en ruta por etapas que se celebró entre el 19 y el 24 de octubre de 2017 en la República Popular de China con inicio en la ciudad de Beihai y final en la ciudad de Guilin sobre un recorrido de 920,6 km.
La carrera formó parte del UCI WorldTour 2017, siendo la trigésima séptima competición y última carrera del calendario de máxima categoría mundial.
La carrera fue ganada por el corredor belga Tim Wellens del equipo Lotto Soudal, en segundo lugar Bauke Mollema (Trek-Segafredo) y en tercer lugar Nicolas Roche (BMC Racing).

## Recorrido
El Tour de Guangxi dispuso de un recorrido total de 920,6 kilómetros dividido en 6 etapas, la carrera transcurrirá de sur a norte sobre una de las regiones autónomas más meridionales de la República Popular de China y fronteriza con Vietnam, con tres jornadas para velocistas puros y otras tres más exigentes, iniciando desde la ciudad costera de Beihai en la región Zhuang de Guangxi, hasta finalizar en la ciudad de Guilin.

## Equipos participantes
Tomaron parte en la carrera 18 equipos: 16 de categoría UCI ProTeam; 2 de categoría Profesional Continental. Formando así un pelotón de 126 ciclistas de los que acabaron 115. Los equipos participantes fueron:
| WorldTeams (16)- Astana - Bahrain-Merida - BMC Racing Team - Bora-Hansgrohe - Cannondale-Drapac - Dimension Data - Lotto-Soudal - Movistar Team - Orica-Scott - Quick-Step Floors - Katusha-Alpecin - Lotto NL-Jumbo - Sky - Team Sunweb - Trek-Segafredo - UAE Team Emirates Equipos continentales profesionales (2)- Caja Rural-Seguros RGA - Nippo-Vini Fantini |
| |

## Etapas
| Etapa     | Fecha     | Recorrido         | type                   | Distancia (km) | Ganador           | Líder            |
| --------- | --------- | ----------------- | ---------------------- | -------------- | ----------------- | ---------------- |
| 1.ª etapa | 19 de oct | Beihai – Beihai   | etapa llana            | 107,4          | Fernando Gaviria  | Fernando Gaviria |
| 2.ª etapa | 20 de oct | Qinzhou – Nanning | etapa llana            | 156,7          | Fernando Gaviria  | Fernando Gaviria |
| 3.ª etapa | 21 de oct | Nanning – Nanning | etapa llana            | 125,3          | Fernando Gaviria  | Fernando Gaviria |
| 4.ª etapa | 22 de oct | Nanning – Mashan  | etapa de media montaña | 151            | Tim Wellens       | Tim Wellens      |
| 5.ª etapa | 23 de oct | Liuzhou – Guilin  | etapa de media montaña | 212,2          | Dylan Groenewegen | Tim Wellens      |
| 6.ª etapa | 24 de oct | Guilin – Guilin   | etapa de media montaña | 168            | Fernando Gaviria  | Tim Wellens      |

### 1.ª etapa
| Beihai - Beihai | etapa llana | (107,4 km) |

| \| Clasificación de la etapa \| Clasificación de la etapa \| Clasificación de la etapa \| Clasificación de la etapa \| Clasificación de la etapa \| \| Ciclista \| Ciclista \| Equipo \| Tiempo \| \| \| ------------------------- \| ------------------------- \| ------------------------- \| ------------------------- \| ------------------------- \| \| 1.º \| Fernando Gaviria \| Quick-Step Floors \| 2 h 20 min 01 s \| \| \| 2.º \| Dylan Groenewegen \| LottoNL-Jumbo \| + 0 s \| \| \| 3.º \| Pascal Ackermann \| Bora-Hansgrohe \| + 0 s \| \| \| 4.º \| Max Walscheid \| Team Sunweb \| + 0 s \| \| \| 5.º \| Wouter Wippert \| Cannondale-Drapac \| + 0 s \| \| \| 6.º \| Andrea Guardini \| UAE Team Emirates \| + 0 s \| \| \| 7.º \| Danny van Poppel \| Team Sky \| + 0 s \| \| \| 8.º \| Dylan Page \| Caja Rural-Seguros RGA \| + 0 s \| \| \| 9.º \| Rick Zabel \| Katusha-Alpecin \| + 0 s \| \| \| 10.º \| Moreno Hofland \| Lotto-Soudal \| + 0 s \| \| |                   |                        |                 |
| |                   |                        |                 |
| Fuente: ProCyclingStats |                   |                        |                 |
| Clasificación de la etapa |                   |                        |                 |
| Ciclista | Ciclista          | Equipo                 | Tiempo          |
| 1.º | Fernando Gaviria  | Quick-Step Floors      | 2 h 20 min 01 s |
| 2.º | Dylan Groenewegen | LottoNL-Jumbo          | + 0 s           |
| 3.º | Pascal Ackermann  | Bora-Hansgrohe         | + 0 s           |
| 4.º | Max Walscheid     | Team Sunweb            | + 0 s           |
| 5.º | Wouter Wippert    | Cannondale-Drapac      | + 0 s           |
| 6.º | Andrea Guardini   | UAE Team Emirates      | + 0 s           |
| 7.º | Danny van Poppel  | Team Sky               | + 0 s           |
| 8.º | Dylan Page        | Caja Rural-Seguros RGA | + 0 s           |
| 9.º | Rick Zabel        | Katusha-Alpecin        | + 0 s           |
| 10.º | Moreno Hofland    | Lotto-Soudal           | + 0 s           |

| \| Clasificación general \| Clasificación general \| Clasificación general \| Clasificación general \| Clasificación general \| \| Ciclista \| Ciclista \| Equipo \| Tiempo \| \| \| --------------------- \| --------------------- \| --------------------- \| --------------------- \| --------------------- \| \| 1.º \| Fernando Gaviria \| Quick-Step Floors \| 2 h 19 min 51 s \| \| \| 2.º \| Silvan Dillier \| BMC Racing Team \| + 1 s \| \| \| 3.º \| Dylan Groenewegen \| LottoNL-Jumbo \| + 4 s \| \| \| 4.º \| Pascal Ackermann \| Bora-Hansgrohe \| + 6 s \| \| \| 5.º \| Andri Hrivko \| Astana \| + 6 s \| \| \| 6.º \| Rémi Cavagna \| Quick-Step Floors \| + 7 s \| \| \| 7.º \| Nicolas Dougall \| Dimension Data \| + 8 s \| \| \| 8.º \| Max Walscheid \| Team Sunweb \| + 10 s \| \| \| 9.º \| Wouter Wippert \| Cannondale-Drapac \| + 10 s \| \| \| 10.º \| Andrea Guardini \| UAE Team Emirates \| + 10 s \| \| |                   |                   |                 |
| |                   |                   |                 |
| Fuente: ProCyclingStats |                   |                   |                 |
| Clasificación general |                   |                   |                 |
| Ciclista | Ciclista          | Equipo            | Tiempo          |
| 1.º | Fernando Gaviria  | Quick-Step Floors | 2 h 19 min 51 s |
| 2.º | Silvan Dillier    | BMC Racing Team   | + 1 s           |
| 3.º | Dylan Groenewegen | LottoNL-Jumbo     | + 4 s           |
| 4.º | Pascal Ackermann  | Bora-Hansgrohe    | + 6 s           |
| 5.º | Andri Hrivko      | Astana            | + 6 s           |
| 6.º | Rémi Cavagna      | Quick-Step Floors | + 7 s           |
| 7.º | Nicolas Dougall   | Dimension Data    | + 8 s           |
| 8.º | Max Walscheid     | Team Sunweb       | + 10 s          |
| 9.º | Wouter Wippert    | Cannondale-Drapac | + 10 s          |
| 10.º | Andrea Guardini   | UAE Team Emirates | + 10 s          |

### 2.ª etapa
| Qinzhou - Nanning | etapa llana | (156,7 km) |

| \| Clasificación de la etapa \| Clasificación de la etapa \| Clasificación de la etapa \| Clasificación de la etapa \| Clasificación de la etapa \| \| Ciclista \| Ciclista \| Equipo \| Tiempo \| \| \| ------------------------- \| ------------------------- \| ------------------------- \| ------------------------- \| ------------------------- \| \| 1.º \| Fernando Gaviria \| Quick-Step Floors \| 3 h 43 min 54 s \| \| \| 2.º \| Max Walscheid \| Team Sunweb \| + 0 s \| \| \| 3.º \| Wouter Wippert \| Cannondale-Drapac \| + 0 s \| \| \| 4.º \| Matteo Pelucchi \| Bora-Hansgrohe \| + 0 s \| \| \| 5.º \| Mekseb Debesay \| Dimension Data \| + 0 s \| \| \| 6.º \| Magnus Cort \| Orica-Scott \| + 0 s \| \| \| 7.º \| Sonny Colbrelli \| Bahrain-Merida \| + 0 s \| \| \| 8.º \| Federico Zurlo \| UAE Team Emirates \| + 0 s \| \| \| 9.º \| Daniel Oss \| BMC Racing Team \| + 0 s \| \| \| 10.º \| Giacomo Nizzolo \| Trek-Segafredo \| + 0 s \| \| |                  |                   |                 |
| |                  |                   |                 |
| Fuente: ProCyclingStats |                  |                   |                 |
| Clasificación de la etapa |                  |                   |                 |
| Ciclista | Ciclista         | Equipo            | Tiempo          |
| 1.º | Fernando Gaviria | Quick-Step Floors | 3 h 43 min 54 s |
| 2.º | Max Walscheid    | Team Sunweb       | + 0 s           |
| 3.º | Wouter Wippert   | Cannondale-Drapac | + 0 s           |
| 4.º | Matteo Pelucchi  | Bora-Hansgrohe    | + 0 s           |
| 5.º | Mekseb Debesay   | Dimension Data    | + 0 s           |
| 6.º | Magnus Cort      | Orica-Scott       | + 0 s           |
| 7.º | Sonny Colbrelli  | Bahrain-Merida    | + 0 s           |
| 8.º | Federico Zurlo   | UAE Team Emirates | + 0 s           |
| 9.º | Daniel Oss       | BMC Racing Team   | + 0 s           |
| 10.º | Giacomo Nizzolo  | Trek-Segafredo    | + 0 s           |

| \| Clasificación general \| Clasificación general \| Clasificación general \| Clasificación general \| Clasificación general \| \| Ciclista \| Ciclista \| Equipo \| Tiempo \| \| \| --------------------- \| --------------------- \| ---------------------- \| --------------------- \| --------------------- \| \| 1.º \| Fernando Gaviria \| Quick-Step Floors \| 6 h 03 min 35 s \| \| \| 2.º \| Silvan Dillier \| BMC Racing Team \| + 5 s \| \| \| 3.º \| Max Walscheid \| Team Sunweb \| + 14 s \| \| \| 4.º \| Dylan Groenewegen \| LottoNL-Jumbo \| + 14 s \| \| \| 5.º \| Wouter Wippert \| Cannondale-Drapac \| + 16 s \| \| \| 6.º \| Andri Hrivko \| Astana \| + 16 s \| \| \| 7.º \| Pascal Ackermann \| Bora-Hansgrohe \| + 16 s \| \| \| 8.º \| Wilco Kelderman \| Team Sunweb \| + 17 s \| \| \| 9.º \| Rémi Cavagna \| Quick-Step Floors \| + 17 s \| \| \| 10.º \| Jonathan Lastra \| Caja Rural-Seguros RGA \| + 17 s \| \| |                   |                        |                 |
| |                   |                        |                 |
| Fuente: ProCyclingStats |                   |                        |                 |
| Clasificación general |                   |                        |                 |
| Ciclista | Ciclista          | Equipo                 | Tiempo          |
| 1.º | Fernando Gaviria  | Quick-Step Floors      | 6 h 03 min 35 s |
| 2.º | Silvan Dillier    | BMC Racing Team        | + 5 s           |
| 3.º | Max Walscheid     | Team Sunweb            | + 14 s          |
| 4.º | Dylan Groenewegen | LottoNL-Jumbo          | + 14 s          |
| 5.º | Wouter Wippert    | Cannondale-Drapac      | + 16 s          |
| 6.º | Andri Hrivko      | Astana                 | + 16 s          |
| 7.º | Pascal Ackermann  | Bora-Hansgrohe         | + 16 s          |
| 8.º | Wilco Kelderman   | Team Sunweb            | + 17 s          |
| 9.º | Rémi Cavagna      | Quick-Step Floors      | + 17 s          |
| 10.º | Jonathan Lastra   | Caja Rural-Seguros RGA | + 17 s          |

### 3.ª etapa
| Nanning - Nanning | etapa llana | (125,3 km) |

| \| Clasificación de la etapa \| Clasificación de la etapa \| Clasificación de la etapa \| Clasificación de la etapa \| Clasificación de la etapa \| \| Ciclista \| Ciclista \| Equipo \| Tiempo \| \| \| ------------------------- \| ------------------------- \| ------------------------- \| ------------------------- \| ------------------------- \| \| 1.º \| Fernando Gaviria \| Quick-Step Floors \| 2 h 41 min 57 s \| \| \| 2.º \| Max Walscheid \| Team Sunweb \| + 0 s \| \| \| 3.º \| Magnus Cort \| Orica-Scott \| + 0 s \| \| \| 4.º \| Niccolò Bonifazio \| Bahrain-Merida \| + 0 s \| \| \| 5.º \| Wouter Wippert \| Cannondale-Drapac \| + 0 s \| \| \| 6.º \| Dylan Page \| Caja Rural-Seguros RGA \| + 0 s \| \| \| 7.º \| Matteo Pelucchi \| Bora-Hansgrohe \| + 0 s \| \| \| 8.º \| Andrea Guardini \| UAE Team Emirates \| + 0 s \| \| \| 9.º \| Moreno Hofland \| Lotto-Soudal \| + 0 s \| \| \| 10.º \| Bernhard Eisel \| Dimension Data \| + 0 s \| \| |                   |                        |                 |
| |                   |                        |                 |
| Fuente: ProCyclingStats |                   |                        |                 |
| Clasificación de la etapa |                   |                        |                 |
| Ciclista | Ciclista          | Equipo                 | Tiempo          |
| 1.º | Fernando Gaviria  | Quick-Step Floors      | 2 h 41 min 57 s |
| 2.º | Max Walscheid     | Team Sunweb            | + 0 s           |
| 3.º | Magnus Cort       | Orica-Scott            | + 0 s           |
| 4.º | Niccolò Bonifazio | Bahrain-Merida         | + 0 s           |
| 5.º | Wouter Wippert    | Cannondale-Drapac      | + 0 s           |
| 6.º | Dylan Page        | Caja Rural-Seguros RGA | + 0 s           |
| 7.º | Matteo Pelucchi   | Bora-Hansgrohe         | + 0 s           |
| 8.º | Andrea Guardini   | UAE Team Emirates      | + 0 s           |
| 9.º | Moreno Hofland    | Lotto-Soudal           | + 0 s           |
| 10.º | Bernhard Eisel    | Dimension Data         | + 0 s           |

| \| Clasificación general \| Clasificación general \| Clasificación general \| Clasificación general \| Clasificación general \| \| Ciclista \| Ciclista \| Equipo \| Tiempo \| \| \| --------------------- \| --------------------- \| --------------------- \| --------------------- \| --------------------- \| \| 1.º \| Fernando Gaviria \| Quick-Step Floors \| 8 h 45 min 22 s \| \| \| 2.º \| Silvan Dillier \| BMC Racing Team \| + 13 s \| \| \| 3.º \| Max Walscheid \| Team Sunweb \| + 18 s \| \| \| 4.º \| Dylan Groenewegen \| LottoNL-Jumbo \| + 24 s \| \| \| 5.º \| Wouter Wippert \| Cannondale-Drapac \| + 26 s \| \| \| 6.º \| Magnus Cort \| Orica-Scott \| + 26 s \| \| \| 7.º \| Pascal Ackermann \| Bora-Hansgrohe \| + 26 s \| \| \| 8.º \| Andri Hrivko \| Astana \| + 26 s \| \| \| 9.º \| Wilco Kelderman \| Team Sunweb \| + 27 s \| \| \| 10.º \| Julian Alaphilippe \| Quick-Step Floors \| + 27 s \| \| |                    |                   |                 |
| |                    |                   |                 |
| Fuente: ProCyclingStats |                    |                   |                 |
| Clasificación general |                    |                   |                 |
| Ciclista | Ciclista           | Equipo            | Tiempo          |
| 1.º | Fernando Gaviria   | Quick-Step Floors | 8 h 45 min 22 s |
| 2.º | Silvan Dillier     | BMC Racing Team   | + 13 s          |
| 3.º | Max Walscheid      | Team Sunweb       | + 18 s          |
| 4.º | Dylan Groenewegen  | LottoNL-Jumbo     | + 24 s          |
| 5.º | Wouter Wippert     | Cannondale-Drapac | + 26 s          |
| 6.º | Magnus Cort        | Orica-Scott       | + 26 s          |
| 7.º | Pascal Ackermann   | Bora-Hansgrohe    | + 26 s          |
| 8.º | Andri Hrivko       | Astana            | + 26 s          |
| 9.º | Wilco Kelderman    | Team Sunweb       | + 27 s          |
| 10.º | Julian Alaphilippe | Quick-Step Floors | + 27 s          |

### 4.ª etapa
| Nanning - Mashan | etapa de media montaña | (151 km) |

| \| Clasificación de la etapa \| Clasificación de la etapa \| Clasificación de la etapa \| Clasificación de la etapa \| Clasificación de la etapa \| \| Ciclista \| Ciclista \| Equipo \| Tiempo \| \| \| ------------------------- \| ------------------------- \| ------------------------- \| ------------------------- \| ------------------------- \| \| 1.º \| Tim Wellens \| Lotto-Soudal \| 3 h 23 min 18 s \| \| \| 2.º \| Bauke Mollema \| Trek-Segafredo \| + 0 s \| \| \| 3.º \| Nicolas Roche \| BMC Racing Team \| + 4 s \| \| \| 4.º \| Julian Alaphilippe \| Quick-Step Floors \| + 6 s \| \| \| 5.º \| Ben Hermans \| BMC Racing Team \| + 6 s \| \| \| 6.º \| Wout Poels \| Team Sky \| + 12 s \| \| \| 7.º \| Matej Mohorič \| UAE Team Emirates \| + 12 s \| \| \| 8.º \| Rein Taaramäe \| Katusha-Alpecin \| + 17 s \| \| \| 9.º \| Mekseb Debesay \| Dimension Data \| + 20 s \| \| \| 10.º \| Rémi Cavagna \| Quick-Step Floors \| + 22 s \| \| |                    |                   |                 |
| |                    |                   |                 |
| Fuente: ProCyclingStats |                    |                   |                 |
| Clasificación de la etapa |                    |                   |                 |
| Ciclista | Ciclista           | Equipo            | Tiempo          |
| 1.º | Tim Wellens        | Lotto-Soudal      | 3 h 23 min 18 s |
| 2.º | Bauke Mollema      | Trek-Segafredo    | + 0 s           |
| 3.º | Nicolas Roche      | BMC Racing Team   | + 4 s           |
| 4.º | Julian Alaphilippe | Quick-Step Floors | + 6 s           |
| 5.º | Ben Hermans        | BMC Racing Team   | + 6 s           |
| 6.º | Wout Poels         | Team Sky          | + 12 s          |
| 7.º | Matej Mohorič      | UAE Team Emirates | + 12 s          |
| 8.º | Rein Taaramäe      | Katusha-Alpecin   | + 17 s          |
| 9.º | Mekseb Debesay     | Dimension Data    | + 20 s          |
| 10.º | Rémi Cavagna       | Quick-Step Floors | + 22 s          |

| \| Clasificación general \| Clasificación general \| Clasificación general \| Clasificación general \| Clasificación general \| \| Ciclista \| Ciclista \| Equipo \| Tiempo \| \| \| --------------------- \| --------------------- \| --------------------- \| --------------------- \| --------------------- \| \| 1.º \| Tim Wellens \| Lotto-Soudal \| 12 h 09 min 00 s \| \| \| 2.º \| Bauke Mollema \| Trek-Segafredo \| + 4 s \| \| \| 3.º \| Nicolas Roche \| BMC Racing Team \| + 9 s \| \| \| 4.º \| Julian Alaphilippe \| Quick-Step Floors \| + 13 s \| \| \| 5.º \| Ben Hermans \| BMC Racing Team \| + 16 s \| \| \| 6.º \| Matej Mohorič \| UAE Team Emirates \| + 22 s \| \| \| 7.º \| Wout Poels \| Team Sky \| + 22 s \| \| \| 8.º \| Silvan Dillier \| BMC Racing Team \| + 27 s \| \| \| 9.º \| Rein Taaramäe \| Katusha-Alpecin \| + 27 s \| \| \| 10.º \| Rémi Cavagna \| Quick-Step Floors \| + 29 s \| \| |                    |                   |                  |
| |                    |                   |                  |
| Fuente: ProCyclingStats |                    |                   |                  |
| Clasificación general |                    |                   |                  |
| Ciclista | Ciclista           | Equipo            | Tiempo           |
| 1.º | Tim Wellens        | Lotto-Soudal      | 12 h 09 min 00 s |
| 2.º | Bauke Mollema      | Trek-Segafredo    | + 4 s            |
| 3.º | Nicolas Roche      | BMC Racing Team   | + 9 s            |
| 4.º | Julian Alaphilippe | Quick-Step Floors | + 13 s           |
| 5.º | Ben Hermans        | BMC Racing Team   | + 16 s           |
| 6.º | Matej Mohorič      | UAE Team Emirates | + 22 s           |
| 7.º | Wout Poels         | Team Sky          | + 22 s           |
| 8.º | Silvan Dillier     | BMC Racing Team   | + 27 s           |
| 9.º | Rein Taaramäe      | Katusha-Alpecin   | + 27 s           |
| 10.º | Rémi Cavagna       | Quick-Step Floors | + 29 s           |

### 5.ª etapa
| Liuzhou - Guilin | etapa de media montaña | (212,2 km) |

| \| Clasificación de la etapa \| Clasificación de la etapa \| Clasificación de la etapa \| Clasificación de la etapa \| Clasificación de la etapa \| \| Ciclista \| Ciclista \| Equipo \| Tiempo \| \| \| ------------------------- \| ------------------------- \| ------------------------- \| ------------------------- \| ------------------------- \| \| 1.º \| Dylan Groenewegen \| LottoNL-Jumbo \| 5 h 04 min 21 s \| \| \| 2.º \| Fernando Gaviria \| Quick-Step Floors \| + 0 s \| \| \| 3.º \| Magnus Cort \| Orica-Scott \| + 0 s \| \| \| 4.º \| Mike Teunissen \| Team Sunweb \| + 0 s \| \| \| 5.º \| Pierpaolo De Negri \| Nippo-Vini Fantini \| + 0 s \| \| \| 6.º \| Roger Kluge \| Orica-Scott \| + 0 s \| \| \| 7.º \| Sonny Colbrelli \| Bahrain-Merida \| + 0 s \| \| \| 8.º \| Wouter Wippert \| Cannondale-Drapac \| + 0 s \| \| \| 9.º \| Rick Zabel \| Katusha-Alpecin \| + 0 s \| \| \| 10.º \| Tosh Van der Sande \| Lotto-Soudal \| + 0 s \| \| |                    |                    |                 |
| |                    |                    |                 |
| Fuente: ProCyclingStats |                    |                    |                 |
| Clasificación de la etapa |                    |                    |                 |
| Ciclista | Ciclista           | Equipo             | Tiempo          |
| 1.º | Dylan Groenewegen  | LottoNL-Jumbo      | 5 h 04 min 21 s |
| 2.º | Fernando Gaviria   | Quick-Step Floors  | + 0 s           |
| 3.º | Magnus Cort        | Orica-Scott        | + 0 s           |
| 4.º | Mike Teunissen     | Team Sunweb        | + 0 s           |
| 5.º | Pierpaolo De Negri | Nippo-Vini Fantini | + 0 s           |
| 6.º | Roger Kluge        | Orica-Scott        | + 0 s           |
| 7.º | Sonny Colbrelli    | Bahrain-Merida     | + 0 s           |
| 8.º | Wouter Wippert     | Cannondale-Drapac  | + 0 s           |
| 9.º | Rick Zabel         | Katusha-Alpecin    | + 0 s           |
| 10.º | Tosh Van der Sande | Lotto-Soudal       | + 0 s           |

| \| Clasificación general \| Clasificación general \| Clasificación general \| Clasificación general \| Clasificación general \| \| Ciclista \| Ciclista \| Equipo \| Tiempo \| \| \| --------------------- \| --------------------- \| --------------------- \| --------------------- \| --------------------- \| \| 1.º \| Tim Wellens \| Lotto-Soudal \| 17 h 13 min 19 s \| \| \| 2.º \| Bauke Mollema \| Trek-Segafredo \| + 6 s \| \| \| 3.º \| Nicolas Roche \| BMC Racing Team \| + 11 s \| \| \| 4.º \| Julian Alaphilippe \| Quick-Step Floors \| + 15 s \| \| \| 5.º \| Ben Hermans \| BMC Racing Team \| + 18 s \| \| \| 6.º \| Matej Mohorič \| UAE Team Emirates \| + 24 s \| \| \| 7.º \| Wout Poels \| Team Sky \| + 24 s \| \| \| 8.º \| Silvan Dillier \| BMC Racing Team \| + 29 s \| \| \| 9.º \| Rein Taaramäe \| Katusha-Alpecin \| + 29 s \| \| \| 10.º \| Mekseb Debesay \| Dimension Data \| + 31 s \| \| |                    |                   |                  |
| |                    |                   |                  |
| Fuente: ProCyclingStats |                    |                   |                  |
| Clasificación general |                    |                   |                  |
| Ciclista | Ciclista           | Equipo            | Tiempo           |
| 1.º | Tim Wellens        | Lotto-Soudal      | 17 h 13 min 19 s |
| 2.º | Bauke Mollema      | Trek-Segafredo    | + 6 s            |
| 3.º | Nicolas Roche      | BMC Racing Team   | + 11 s           |
| 4.º | Julian Alaphilippe | Quick-Step Floors | + 15 s           |
| 5.º | Ben Hermans        | BMC Racing Team   | + 18 s           |
| 6.º | Matej Mohorič      | UAE Team Emirates | + 24 s           |
| 7.º | Wout Poels         | Team Sky          | + 24 s           |
| 8.º | Silvan Dillier     | BMC Racing Team   | + 29 s           |
| 9.º | Rein Taaramäe      | Katusha-Alpecin   | + 29 s           |
| 10.º | Mekseb Debesay     | Dimension Data    | + 31 s           |

### 6.ª etapa
| Guilin - Guilin | etapa de media montaña | (168 km) |

| \| Clasificación de la etapa \| Clasificación de la etapa \| Clasificación de la etapa \| Clasificación de la etapa \| Clasificación de la etapa \| \| Ciclista \| Ciclista \| Equipo \| Tiempo \| \| \| ------------------------- \| ------------------------- \| ------------------------- \| ------------------------- \| ------------------------- \| \| 1.º \| Fernando Gaviria \| Quick-Step Floors \| 3 h 46 min 30 s \| \| \| 2.º \| Niccolò Bonifazio \| Bahrain-Merida \| + 0 s \| \| \| 3.º \| Dylan Groenewegen \| LottoNL-Jumbo \| + 0 s \| \| \| 4.º \| Andrea Guardini \| UAE Team Emirates \| + 0 s \| \| \| 5.º \| Magnus Cort \| Orica-Scott \| + 0 s \| \| \| 6.º \| Max Walscheid \| Team Sunweb \| + 0 s \| \| \| 7.º \| Matteo Pelucchi \| Bora-Hansgrohe \| + 0 s \| \| \| 8.º \| Maximiliano Richeze \| Quick-Step Floors \| + 0 s \| \| \| 9.º \| Roger Kluge \| Orica-Scott \| + 0 s \| \| \| 10.º \| Grega Bole \| Bahrain-Merida \| + 0 s \| \| |                     |                   |                 |
| |                     |                   |                 |
| Fuente: ProCyclingStats |                     |                   |                 |
| Clasificación de la etapa |                     |                   |                 |
| Ciclista | Ciclista            | Equipo            | Tiempo          |
| 1.º | Fernando Gaviria    | Quick-Step Floors | 3 h 46 min 30 s |
| 2.º | Niccolò Bonifazio   | Bahrain-Merida    | + 0 s           |
| 3.º | Dylan Groenewegen   | LottoNL-Jumbo     | + 0 s           |
| 4.º | Andrea Guardini     | UAE Team Emirates | + 0 s           |
| 5.º | Magnus Cort         | Orica-Scott       | + 0 s           |
| 6.º | Max Walscheid       | Team Sunweb       | + 0 s           |
| 7.º | Matteo Pelucchi     | Bora-Hansgrohe    | + 0 s           |
| 8.º | Maximiliano Richeze | Quick-Step Floors | + 0 s           |
| 9.º | Roger Kluge         | Orica-Scott       | + 0 s           |
| 10.º | Grega Bole          | Bahrain-Merida    | + 0 s           |

## Clasificaciones finales
Las clasificaciones finalizaron de la siguiente forma:

### Clasificación general
| \| Clasificación general \| Clasificación general \| Clasificación general \| Clasificación general \| Clasificación general \| \| Ciclista \| Ciclista \| Equipo \| Tiempo \| \| \| --------------------- \| --------------------- \| --------------------- \| --------------------- \| --------------------- \| \| 1.º \| Tim Wellens \| Lotto-Soudal \| 20 h 59 min 49 s \| \| \| 2.º \| Bauke Mollema \| Trek-Segafredo \| + 6 s \| \| \| 3.º \| Nicolas Roche \| BMC Racing Team \| + 11 s \| \| \| 4.º \| Julian Alaphilippe \| Quick-Step Floors \| + 15 s \| \| \| 5.º \| Ben Hermans \| BMC Racing Team \| + 18 s \| \| \| 6.º \| Matej Mohorič \| UAE Team Emirates \| + 24 s \| \| \| 7.º \| Wout Poels \| Team Sky \| + 24 s \| \| \| 8.º \| Silvan Dillier \| BMC Racing Team \| + 29 s \| \| \| 9.º \| Rein Taaramäe \| Katusha-Alpecin \| + 29 s \| \| \| 10.º \| Mekseb Debesay \| Dimension Data \| + 31 s \| \| |                    |                   |                  |
| |                    |                   |                  |
| Fuente: ProCyclingStats |                    |                   |                  |
| Clasificación general |                    |                   |                  |
| Ciclista | Ciclista           | Equipo            | Tiempo           |
| 1.º | Tim Wellens        | Lotto-Soudal      | 20 h 59 min 49 s |
| 2.º | Bauke Mollema      | Trek-Segafredo    | + 6 s            |
| 3.º | Nicolas Roche      | BMC Racing Team   | + 11 s           |
| 4.º | Julian Alaphilippe | Quick-Step Floors | + 15 s           |
| 5.º | Ben Hermans        | BMC Racing Team   | + 18 s           |
| 6.º | Matej Mohorič      | UAE Team Emirates | + 24 s           |
| 7.º | Wout Poels         | Team Sky          | + 24 s           |
| 8.º | Silvan Dillier     | BMC Racing Team   | + 29 s           |
| 9.º | Rein Taaramäe      | Katusha-Alpecin   | + 29 s           |
| 10.º | Mekseb Debesay     | Dimension Data    | + 31 s           |

## Evolución de las clasificaciones
| Etapa               | Vencedor            | Clasificación general | Clasificación por puntos | Clasificación de la montaña | Clasificación de los jóvenes | Clasificación por equipos |
| ------------------- | ------------------- | --------------------- | ------------------------ | --------------------------- | ---------------------------- | ------------------------- |
| 1.ª                 | Fernando Gaviria    | Fernando Gaviria      | Silvan Dillier           | Rémi Cavagna                | Fernando Gaviria             | UAE Emirates              |
| 2.ª                 | Fernando Gaviria    | Fernando Gaviria      | Fernando Gaviria         | Silvan Dillier              | Fernando Gaviria             | UAE Emirates              |
| 3.ª                 | Fernando Gaviria    | Fernando Gaviria      | Fernando Gaviria         | Silvan Dillier              | Fernando Gaviria             | UAE Emirates              |
| 4.ª                 | Tim Wellens         | Tim Wellens           | Fernando Gaviria         | Nicolas Roche               | Julian Alaphilippe           | BMC Racing                |
| 5.ª                 | Dylan Groenewegen   | Tim Wellens           | Fernando Gaviria         | Daniel Oss                  | Julian Alaphilippe           | BMC Racing                |
| 6.ª                 | Fernando Gaviria    | Tim Wellens           | Fernando Gaviria         | Daniel Oss                  | Julian Alaphilippe           | BMC Racing                |
| Clasificación final | Clasificación final | Tim Wellens           | Fernando Gaviria         | Daniel Oss                  | Julian Alaphilippe           | BMC Racing                |

## UCI World Ranking
El Tour de Guangxi otorgó puntos para el UCI WorldTour 2017 y el UCI World Ranking, este último para corredores de los equipos en las categorías UCI ProTeam, Profesional Continental y Equipos Continentales. Las siguientes tablas son el baremo de puntuación y los 10 corredores que obtuvieron más puntos:
| Posición              | 1.ª | 2.ª | 3.ª | 4.ª | 5.ª | 6.ª | 7.ª | 8.ª | 9.ª | 10.ª |
| Clasificación general | 300 | 250 | 215 | 175 | 120 | 115 | 95  | 75  | 60  | 50   |
| Por etapa             | 40  | 15  | 6   |     |     |     |     |     |     |      |
| Líder                 | 6   |     |     |     |     |     |     |     |     |      |

| Clasificación | Clasificación      | Clasificación     | Clasificación | Clasificación | Clasificación | Clasificación |
| Posición      | Ciclista           | Equipo            | General       | Etapa         | Líder         | Total         |
| ------------- | ------------------ | ----------------- | ------------- | ------------- | ------------- | ------------- |
| 1.º           | Tim Wellens        | Lotto Soudal      | 300           | 40            | 12            | 352           |
| 2.º           | Bauke Mollema      | Trek-Segafredo    | 250           | 15            | -             | 265           |
| 3.º           | Nicolas Roche      | BMC Racing        | 215           | 6             | -             | 221           |
| 4.º           | Fernando Gaviria   | Quick-Step Floors | 5             | 175           | 18            | 198           |
| 5.º           | Julian Alaphilippe | Quick-Step Floors | 175           | -             | -             | 175           |
| 6.º           | Ben Hermans        | BMC Racing        | 120           | -             | -             | 120           |
| 7.º           | Matej Mohorič      | UAE Emirates      | 115           | -             | -             | 115           |
| 8.º           | Wout Poels         | Sky               | 95            | -             | -             | 95            |
| 9.º           | Silvan Dillier     | BMC Racing        | 75            | -             | -             | 75            |
| 10.º          | Dylan Groenewegen  | LottoNL-Jumbo     | 5             | 61            | -             | 66            |